# Masius
Masius is een geslacht van zangvogels uit de familie manakins (Pipridae).

## Soorten
Het geslacht kent de volgende soort:
- Masius chrysopterus – Goudvleugelmanakin